# Con vulcanic

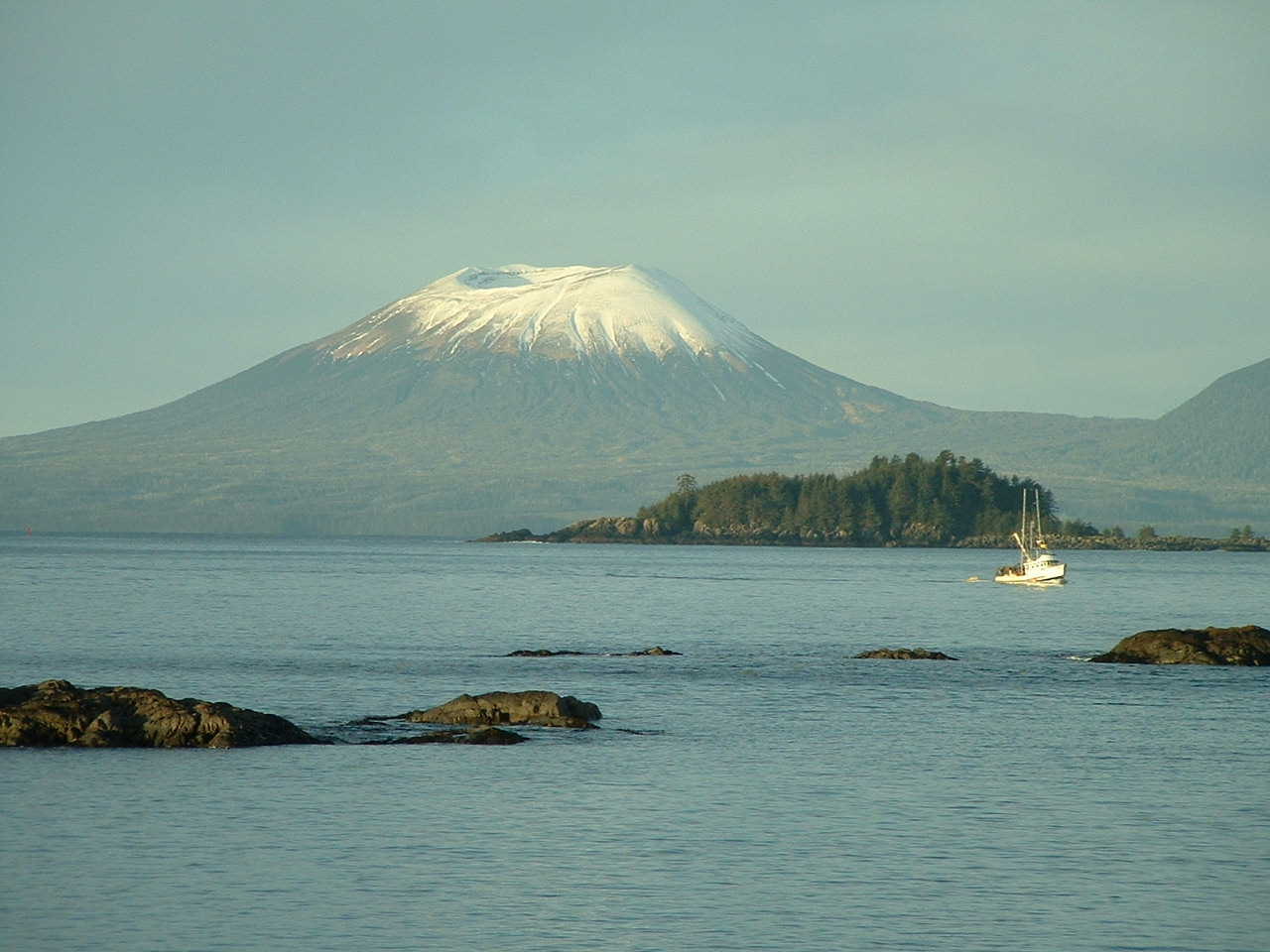
Conul vulcanic ("tipic") al muntelui Edgecumbe

Con vulcanic este denumirea uzuală dată uneia dintre cele mai simple formații vulcanice, care apare în întreaga lume unde există fisuri ale plăcilor tetonice. Conul este format din magma topită care se solidifică în timp,  având un rol de liant pentru celelalte materiale ejectate de erupțiile vulcanice. 
Datorită atracției gravitaționale, forței erupției și sedimentării, materialele solide și lichide ejectate se depun treptat în jurul gurii de evacuare a vulcanului, formând în timp o structură care se înalță treptat și care se conturează în timp sub forma unui con care crește atât volumic, masic și, uneori, ca grad de înclinare al pantei.